# Blake Countess
(en) Statistiques sur pro-football-reference
Blake Countess (née le 8 août 1993) est un footballeur américain jouant au poste de safety pour les Rams de Los Angeles de la National Football League (NFL). Il a joué au football universitaire pour les Wolverines du Michigan. Il est sélectionné lors de la draft 2016 de la NFL par les Eagles de Philadelphie, mais n'a pas été gardé et les Rams l'ont engagé avant le début de la saison 2016 de la NFL.

## Jeunes années
Countess fréquente la  Our Lady of Good Counsel High School à Olney dans le Maryland. En 2009, dans son année junior il totalise plus de 50 tacles et 20 passes déviées. En mai 2010, il est  nommé pour jouer dans le match des étoiles dans le football lycéen, l'US All-American Bowl. En 2010, en tant que senior, Countess enregistre une moyenne de 14,7 yards par réception, de 35 yards par retour de kickoff et de 22,9 yards par retour de punt pour Good Counsel. Il joue à la fois l'offensive et la défense pour son école.

## Carrière universitaire
Après une brillante carrière au lycée Our Lady of Good Counsel, Countess accepte une bourse de football de l'université du Michigan où il joue de 2011 à 2014. Après avoir obtenu son diplôme, il décidera de passer à l'université d'Auburn pour jouer sa dernière année d’éligibilité en NCAA en tant que senior redshirt.
Au cours de la saison de recrutement 2010, Countess est contacté par de nombreux programmes de football de haut niveau, notamment ceux de Notre Dame, Stanford, Penn State, Michigan, Tennessee, Arkansas, Wisconsin, Virginie occidentale, Pitt, Georgia Tech, Purdue, Maryland, Cincinnati, Louisville, Duke, Illinois, Virginie et Wake Forrest,,.
Au début du mois de décembre 2010, Countess choisi comme All-American Army. Le 8 janvier 2011, dans l'U.S. Army All-American Bowl, Countess ne permet à aucun receveur qu'il marque de recevoir une passe, et les quarterbacks adverses choisissent de ne pas lancer beaucoup de passes dans sa direction.
| Nom                                                                                            | Position                                                                                     | Ville           | Lycée                         | Taille              | Poids              | Sprint de 40 yds | Date d'engagement |
| ---------------------------------------------------------------------------------------------- | -------------------------------------------------------------------------------------------- | --------------- | ----------------------------- | ------------------- | ------------------ | ---------------- | ----------------- |
| Blake Countess                                                                                 | DB                                                                                           | Olney, Maryland | Our Lady of Good Counsel H.S. | 5 ft 10 in (1,78 m) | 172.5 lb (78,2 kg) | 4.475            | Dec 17, 2010      |
| Blake Countess                                                                                 | Évaluations de recrutement: Scout: 4 étoiles Rivals: 4 étoiles 247Sports: N/A ESPN grade: 80 |                 |                               |                     |                    |                  |                   |
| Classements généraux de recrutement: Scout: 20 (CB) Rivals: 133, 10 (CB), 3 (MD) ESPN: 14 (CB) |                                                                                              |                 |                               |                     |                    |                  |                   |

### Engagement avec l'université du Michigan
Le 17 décembre 2010, Countess annoncé son engagement verbal à fréquenter l'université du Michigan. Après avoir rendu visite à Ann Arbour, il "a eu un coup de cœur pour Ann Arbor, ses entraîneurs, son école, son héritage footballistique, sa grande maison, et c’est exactement là où je me suis senti chez moi". Il est conidéré comme le meilleur candidat dans la classe de recrutement du Michigan en 2011. ESPN.com l'a appelé "un type de marqueur naturel avec une bonne taille et une bonne vitesse" et a noté qu'il avait "tous les outils pour être un joueur exceptionnel au collège". Trois semaines après que Countess se soit engagé dans le Michigan, l'entraîneur principal de l'école, Rich Rodriguez, est congédié. Après le licenciement, l'entraîneur du lycée de Countess indique qu'il était peu probable que le déménagement ait un impact sur l'engagement de Countess. Il a noté que Countess était au courant des rumeurs selon lesquelles Rodriguez aurait été congédié avant de donner son engagement et a indiqué qu'il "avait choisi le Michigan à cause de l'école". Il avait signé sa lettre d'intention avec le Michigan en février 2011.

### Carrière au Michigan
Countess voit son premier temps de jeu substantiel pour l'équipe de football des Wolverines du Michigan en 2011 lors du quatrième quart-temps d'une victoire de 28 à 7 contre les Aztecs de San Diego State le 24 septembre 2011. En moins d’un quart-temps, il accumule sept tacles et dévie une passe dans la zone de but du quarterback Ryan Lindley. Après le match, le joueur de ligne du Michigan, Ryan Van Bergen, déclare que Countess avait "un air fanfaron à son sujet". La semaine suivante, il fait de nouveau l'actualité pour avoir forcé un fumble et mené l'équipe aux tacles lors d'une victoire de 58-0 sur les Golden Gophers du Minnesota. Matt Bracken du Baltimore Sun lui décerne le titre de joueur de la semaine Next Level. Pour la saison, il est récompensé par les équipes Big Ten All-Freshman 2011 de ESPN.com et BTN.com, ainsi que par la première équipe 2011 de College Football News All-Freshman.
Countess se blesse au ligament croisé antérieur lors du premier match de la saison de l'équipe de football des Wolverines contre le Crimson Tide de l'Alabama en 2012. Il revient en tant qu'étudiant en deuxième année (sophomore) redshirt pour être une première sélection de l’All-Big Ten Conference football team en 2013 selon les médias et de la deuxième équipe selon les entraîneurs. Cependant, l'année suivante, en tant que junior redshirt, il ne reçoit que la mention honorable All-Big Ten de la part des médias.

### Transfert à Auburn
Le 13 mai 2015, Countess annonce sa décision de quitter le Michigan. Après un bref processus de recrutement dans différentes écoles, il annonce le 26 mai qu'il sera un transfert diplômé de l'équipe de football des Tigers d'Auburn en 2015 et que son inscription est officielle le 28 mai. Il avait également été contacté par Arizona, Oklahoma et Oklahoma State.

### Statistiques universitaires
Matchs de Bowls inclus * 
|       |            |         |        |     |    | Tackles | Tackles | Tackles | Tackles | Tackles | Def Int | Def Int | Def Int | Def Int | Def Int | Fumbles | Fumbles | Fumbles | Fumbles |
| Année | Université | Conf    | Statut | Pos | MJ | Solo    | Ast     | Tot     | Loss    | Sk      | Int     | Yds     | Moy     | TD      | PD      | FR      | Yds     | TD      | FF      |
| ----- | ---------- | ------- | ------ | --- | -- | ------- | ------- | ------- | ------- | ------- | ------- | ------- | ------- | ------- | ------- | ------- | ------- | ------- | ------- |
| *2011 | Michigan   | Big Ten | FR     | DB  | 12 | 30      | 14      | 44      | 1.5     | 0.0     | 0       | 0       |         | 0       | 6       | 0       |         |         | 1       |
| *2013 | Michigan   | Big Ten | SO     | DB  | 13 | 26      | 20      | 46      | 2.0     | 0.0     | 6       | 169     | 28.2    | 1       | 4       | 0       |         |         | 0       |
| 2014  | Michigan   | Big Ten | JR     | DB  | 10 | 16      | 8       | 24      | 0.0     | 0.0     | 0       | 0       |         | 0       | 3       | 0       |         |         | 0       |
| *2015 | Auburn     | SEC     | SR     | DB  | 13 | 44      | 26      | 70      | 2.5     | 0.0     | 2       | 5       | 2.5     | 0       | 10      | 0       |         |         | 0       |
| Total | Général    |         |        |     |    | 116     | 68      | 184     | 6.0     | 0.0     | 8       | 174     | 21.8    | 1       | 23      | 0       |         |         | 1       |
|       | Michigan   |         |        |     |    | 72      | 42      | 114     | 3.5     | 0.0     | 6       | 169     | 28.2    | 1       | 13      | 0       |         |         | 1       |
|       | Auburn     |         |        |     |    | 44      | 26      | 70      | 2.5     | 0.0     | 2       | 5       | 2.5     | 0       | 10      | 0       |         |         | 0       |

| Kicks | Kicks | Kicks | Kicks | Punts | Punts | Punts | Punts |
| Ret   | Yds   | Moy   | TD    | Ret   | Yds   | Moy   | TD    |
| ----- | ----- | ----- | ----- | ----- | ----- | ----- | ----- |
| 0     | 0     |       | 0     | 0     | 0     |       | 0     |
| 0     | 0     |       | 0     | 0     | 0     |       | 0     |
| 0     | 0     |       | 0     | 0     | 0     |       | 0     |
| 3     | 105   | 35.0  | 0     | 0     | 0     |       | 0     |
| 3     | 105   | 35.0  | 0     | 0     | 0     |       | 0     |
| 0     | 0     |       | 0     | 0     | 0     |       | 0     |
| 3     | 105   | 35.0  | 0     | 0     | 0     |       |       |

## Carrière professionnelle
| Taille              | Poids          | Sprint 40 yd | aux 10 yd | aux 20 yd | 20 yd shuttle | 3 cone drill | Détente verticale | Détente horizontale | BP      |
| ------------------- | -------------- | ------------ | --------- | --------- | ------------- | ------------ | ----------------- | ------------------- | ------- |
| 5 ft 11 in (1,80 m) | 180 lb (82 kg) | 4.53 s       | 1.46 s    | 2.56 s    | 4.15 s        | 6.82 s       | 36.5 in (0,93 m)  | 10 ft 1 in (3,07 m) | 21 reps |

### Eagles de Philadelphie
Countess est sélectionnée par les Eagles de Philadelphie au sixième tour, soit le 196e rang au total de la draft 2016 de la NFL. 
Les Eagles ont Ed Reynolds, Nick Perry, Chris Maragos, Jaylen Watkins et Countess comme réservistes derrière les titulaires Malcolm Jenkins et Rodney McLeod. Philadelphie voudrait disposer de quatre à cinq safeties sur sa liste de 53 hommes. Parmi la concurrence en matière de safety, leur choix de sixième tour de 2016 pourrait avoir le troisième rôle en 2016. Countess est bien placé pour prouver sa valeur au personnel des entraîneurs qui lui a confié son choix. Il aura beaucoup à prouver pendant le camp d’entraînement et la pré-saison pour gagner cette place.
Le 3 septembre 2016, il est libéré par les Eagles.

### Rams de Los Angeles
Le 6 septembre 2016, Countess est signé pour l'équipe d'entraînement des Rams de Los Angeles. Blake Countess signe un contrat de 1 620 000 $ sur 3 ans avec les Rams, incluant un salaire annuel moyen de 540 000 $. En 2018, il gagnera un salaire de base de 630 000 $. Il est promu sur la liste des membres actifs des Rams le 18 novembre 2016.

#### Saison 2016
Countess dispute cinq matchs en 2016. Les deux premiers après avoir passé les neuf premières semaines dans l’équipe de pratique du club. Il a un total de 20 tacles (12 en solo) et 1 sack. Contre les 49ers de San Francisco le 24 décembre, il est titulaire pour la première fois en carrière au poste de cornerback.  Il termine deuxième de l’équipe avec 11 tackles (huit en solo), le plus haut score de sa carrière et enregistre également son premier sack en carrière. Contre les Cardinals de l'Arizona, le 1er janvier, de nouveau comme cornerback, il  compile neuf tackles (quatre en solo), et un quarterback touché et y ajoute un tacle avec les équipes spéciales.

#### Saison 2017
Countess a seulement participé à cinq matchs en tant que rookie avec les Rams la saison dernière, mais le choix du sixième tour de la draft a clairement impressionné son entraîneur lors des OTA (organized team activities). «M. Polyvalent ! Vous pouvez tout faire », déclare Wade Phillips, le coordinateur défensif, à lson défensuer en préparant un exercice. "Et vous le faites bien, c'est la bonne chose.". 
Il dispute les 16 matchs de la saison, étant titulaire dans un seul. Il finit la saison régulière avec15 tacles et une interception. en équipes spéciales, il occupe la première place à égalite avec 8 tacles. Le 10 septembre, contre les Colts d'Indianapolis il joue en défense et en équipes spéciales et il réalise deux tacles en solo dont un for loss (provoquant une perte de yards de l'adversaire).  Contre les Cardinals de l'Arizona, le 22 octobre, il est de nouveau en défense et dans les équipes spéciales et  totalise deux tacles (dont un en solo) et y ajoute un autre en équipes spéciales. Lors du match contre les Texans de Houston, le 12 novembre, il réalise sa première interception en carrière et la retourne pour 19 yards sur le dernier drive des Texans. Le 12 décembre les Rams reçoivent la visite de l'équipe qui avait drafté Countess l'année précédente et qui n'avait pas voulu de lui, les Eagles de Philadelphie. Il récupère un punt bloqué et le retourne pour le premier touchdown de sa carrière en NFL. 
La NFL annonce le vendredi 1er décembre que le défenseur arrière des Rams a été condamné à une amende de 24 309 $ pour le coup porté casque au tight end des Saints de la Nouvelle-Orléans, Coby Fleener. Le coup était extrêmement dangereux et inutile, raison pour laquelle les Rams ont reçu une pénalité de 15 yards à l'époque. Fleener a subi une commotion cérébrale lors du jeu et n'est pas revenu au match. Il a également été écarté pour le match de la semaine suivante. Le 31 décembre, lors du match contre les 49ers de San Francisco, Countess recommence et commet une autre faute grave. Sa victime du jour est Marquise Goodwin, wide receiver des 49ers. Les deux joueurs ont dû être sortis du terrain, souffrant de commotion cérébrale. Une semaine plus tard, Countess reçoit l'addition, une amende de 48 620 $.

#### Saison 2018
Pendant la pré-saison, Countess aura la joie de participer à un camp d'entraînement en commun avec les Ravens de Baltimore au quartier général de ces derniers, situé à Owing Mills, sa ville natale, ce qui permettra à sa famille et à ses amis de venir assiater à l'entraînement.
Le 9 août, lors d'un match de pré-saison contre les Ravens, Countess se blesse à l'épaule et doit être sorti du terrain. Il ne reviendra pas pour la suite du match mais sa blessure n'est pas trop grave et il est de retour la semaine suivante. 
Countess participe au 16 matchs de la saison régulière, terminant avec un total de 9 tacles, dont 7 en solo, 2 passes défendues et une interception. Au cours de la semaine 3, Countess retourne deux kickoffs pour 51 yards et récupère un punt bloqué pour un touchdown dans une victoire 35-23 sur les Chargers de Los Angeles, lui permettant de devenir le joueur de la semaine des équipes spéciales NFC. 
Le 30 décembre, lors du dernier match de la saison régulière contre les 49ers de San Francisco, Countess est sorti du terrain avec une commotion et sera plus tard déclaré douteux pour le match du tour divisionnaire contre les Cowboys de Dallas le 12 décembre. Cependant, le 10 janvier, il passe avec succès les tests de commotions de la NFL et est déclaré apte à jouer.
Le 24 janvier, à un peu plus semaine du SuperBowl LIII, Countess et son coéquipier, le kicker Greg Zuerlein, se trouvent sur la liste des blessés pour la deuxième semaine consécutive. Le head coach Sean McVaiy reste cependant optimiste quant }a la participation des deux à la grande finale.

### Eagles de Philadelphie et Jets de New York

#### Saison 2019
Le 12 mars 2019, les Rams placent Countess sur la liste des agents libres restreints, puis le libèrent le 2 mai. Le lendemain, Countess est réclamé par les Eagles de Philadelphie,  mais le libèrent également, le 13 août 2019.
Le 15 octobre, Countess est signé par les Jets de New York. Il participe à six matchs avec les Jets, dont aucun comme titulaire, toutefois ses performances ne lui permettent pas d'avoir des statistiques officielles pour la saison.

## Statistiques NFL
| Année                | Équipe               | MJ                   |       | Plaquages | Plaquages | Plaquages | Plaquages |       | Interceptions | Interceptions | Interceptions | Interceptions |  | Fumbles | Fumbles |
| Année                | Équipe               | MJ                   | Total | Seul      | Ast.      | Sacks     | Nb.       | Yards | Déf.          | TD            | Nb.           | Rec.          |  |         |         |
| 2016                 | Rams de Los Angeles  | 5                    | 20    | 12        | 8         | 1.0       | -         | -     | 0             | -             | -             | -             |  |         |         |
| 2017                 | Rams de Los Angeles  | 16                   | 25    | 19        | 6         | 0.0       | 1         | 19    | 1             | 0             | -             | -             |  |         |         |
| 2018                 | Rams de Los Angeles  | 16                   | 9     | 7         | 2         | 0.0       | 1         | 0     | 2             | 0             | -             | -             |  |         |         |
| 2019                 | Jets de New York     | 6                    | -     | -         | -         | -         | -         | -     | -             | -             | -             | -             |  |         |         |
| Totaux chez les Rams | Totaux chez les Rams | Totaux chez les Rams | 54    | 38        | 16        | 1.0       | 2         | 19    | 3             | 0             | -             | -             |  |         |         |
| Totaux chez les Jets | Totaux chez les Jets | Totaux chez les Jets | -     | -         | -         | -         | -         | -     | -             | -             | -             | -             |  |         |         |
| Totaux en NFL        | Totaux en NFL        | Totaux en NFL        | 54    | 38        | 16        | 1.0       | 2         | 19    | 3             | 0             | -             | -             |  |         |         |